# Julian von Moos
Julian Tobias Emilio von Moos (Münsterlingen, 1 april 2001) is een Zwitsers voetballer die door Vitesse van FC Basel gehuurd wordt.

## Carrière
Julian von Moos speelde in de jeugd van FC Romanshorn, FC St. Gallen en Grasshopper Club Zürich. In 2018 vertrok hij naar FC Basel, waar hij in eerste instantie vooral in het onder-21-elftal speelde. Hij debuteerde in het eerste elftal van FC Basel op 25 mei 2019, in de met 4-1 gewonnen thuiswedstrijd tegen Neuchâtel Xamax FCS. Hij kwam in de 74e minuut in het veld voor Noah Okafor en scoorde in de 90e minuut de 4-1. In het seizoen erna speelde hij weer één wedstrijd voor FC Basel. Zodoende werd hij de tweede seizoenshelft verhuurd aan FC Wil, waar hij in dertien wedstrijden op het tweede niveau zeven keer scoorde. In het seizoen 2020/21 kwam hij vaker in actie voor Basel, vooral als invaller. In het seizoen 2020/21 wordt hij aan Vitesse verhuurd, wat een optie tot koop bedong.

### Statistieken

#### Beloften
| Seizoen                   | Club            | Land            | Competitie       | Competitie | Competitie | Overig | Overig | Totaal | Totaal |
| Seizoen                   | Club            | Land            | Competitie       | Wed.       | Dlp.       | Wed.   | Dlp.   | Wed.   | Dlp.   |
| ------------------------- | --------------- | --------------- | ---------------- | ---------- | ---------- | ------ | ------ | ------ | ------ |
| 2018/19                   | FC Basel –21    | Zwitserland     | Promotion League | 20         | 2          | –      | –      | 20     | 2      |
| 2019/20                   | FC Basel –21    | Zwitserland     | Promotion League | 13         | 1          | –      | –      | 13     | 1      |
| 2020/21                   | FC Basel –21    | Zwitserland     | Promotion League | 4          | 0          | 4      | 1      | 8      | 1      |
| Totaal beloften           | Totaal beloften | Totaal beloften | Totaal beloften  | 37         | 3          | 4      | 1      | 41     | 4      |
| Bijgewerkt op 8 juli 2021 |                 |                 |                  |            |            |        |        |        |        |

#### Senioren
| Seizoen                   | Club            | Land            | Competitie      | Competitie | Competitie | Beker | Beker | Internationaal | Internationaal | Overig | Overig | Totaal | Totaal |
| Seizoen                   | Club            | Land            | Competitie      | Wed.       | Dlp.       | Wed.  | Dlp.  | Wed.           | Dlp.           | Wed.   | Dlp.   | Wed.   | Dlp.   |
| ------------------------- | --------------- | --------------- | --------------- | ---------- | ---------- | ----- | ----- | -------------- | -------------- | ------ | ------ | ------ | ------ |
| 2018/19                   | FC Basel        | Zwitserland     | Super League    | 1          | 1          | 0     | 0     | 0              | 0              | –      | –      | 1      | 1      |
| 2019/20                   | FC Basel        | Zwitserland     | Super League    | 1          | 0          | 0     | 0     | 0              | 0              | –      | –      | 1      | 0      |
| 2019/20                   | → FC Wil        | Zwitserland     | Chal. League    | 13         | 7          | 0     | 0     | –              | –              | –      | –      | 13     | 7      |
| 2020/21                   | FC Basel        | Zwitserland     | Super League    | 15         | 0          | 0     | 0     | 2              | 0              | –      | –      | 17     | 0      |
| 2021/22                   | → Vitesse       | Nederland       | Eredivisie      | 0          | 0          | 0     | 0     | 0              | 0              | –      | –      | 0      | 0      |
| Totaal senioren           | Totaal senioren | Totaal senioren | Totaal senioren | 30         | 8          | 0     | 0     | 2              | 0              | 0      | 0      | 32     | 8      |
| Carrièretotaal            | Carrièretotaal  | Carrièretotaal  | Carrièretotaal  | 67         | 11         | 0     | 0     | 2              | 0              | 4      | 1      | 73     | 12     |
| Bijgewerkt op 8 juli 2021 |                 |                 |                 |            |            |       |       |                |                |        |        |        |        |